# Толстянская территориальная администрация
Толстянская территориальная администрация — сельское территориальное образование в Губкинском городском округе Белгородской области, включающее в себя 6 населённых пунктов. Глава администрации — Шеин Юрий Иванович.
Место расположения администрации — село Толстое.

## Состав
| Вид населённого пункта | Наименование | Население |
| ---------------------- | ------------ | --------- |
| село                   | Ивановка     | 112       |
| село                   | Корочка      | 201       |
| хутор                  | Кочки        | 86        |
| село                   | Огиблянка    | 119       |
| хутор                  | Степь        | 5         |
| село                   | Толстое      | 610       |